# Gigny-sur-Saône
Gigny-sur-Saône is een gemeente in het Franse departement Saône-et-Loire (regio Bourgogne-Franche-Comté) en telt 504 inwoners (1999). De plaats maakt deel uit van het arrondissement Chalon-sur-Saône.

## Geografie
De oppervlakte van Gigny-sur-Saône bedraagt 14,3 km², de bevolkingsdichtheid is 35,2 inwoners per km².
De onderstaande kaart toont de ligging van Gigny-sur-Saône met de belangrijkste infrastructuur en aangrenzende gemeenten.

## Demografie
Onderstaande figuur toont het verloop van het inwonertal (bron: INSEE-tellingen).